# Мухамед Кадић
Мухамед Кадић (Мостар, 10. април 1906 – Сарајево, 26. мај 1983) био је југословенски архитекта и редовни професор.

## Биографија
Завршио је Средњу техничку школу у Сарајеву. Студирао је архитектуру на Високој техничкој школи у Прагу. У међувремену је радио у бироу код архитекте Душана Смиљанића, са којим је коаутор многих објеката. Дипломирао је 1939, а 1940. са братом Реуфом основао је заједнички архитектонски биро, у коме је радио до почетка 1942. године. Послије Другог свјетског рата бавио се пројектантском праксом, те теоријским и истраживачким радом. Докторирао је 1961. на Архитектонском факултету у Београду, одбраном тезе Сеоска кућа и становање у Босни и Херцеговини. На Техничком факултету у Сарајеву биран је у звање доцента 1950. и ванредног професора 1953, а за редовног професора биран је 1963. на Архитектонско-урбанистичком факултету у Сарајеву. Припада групи пионира модерне архитектуре у међуратном периоду, а послије Другог свјетског рата дао је велики допринос развоју архитектуре руралних подручја и пољопривредних зграда у земљи и свијету. Међу његова значајнија архитектонска остварења убрајају се: Касина и хотел жељезаре Зеница (1936, коаутор), стамбена зграда „Др Зечевић“ у Сарајеву (1937, коаутор), кућа породице Копчић у Сарајеву (1939, коаутор), зграда Пензионог фонда у Сарајеву (1940), Дом Мехмед-паше Соколовића у Вишеграду (1940, коаутор), стамбени комплекс Џиџиковац у Сарајеву (1947, коаутор), коњушница за невезане коње у Прњавору (1947), коњушница за Привредно друштво Борике (1954), Творница духана Сарајево (1957, коаутор) и др. За дописног члана АНУБиХ биран је 1973, а за
редовног 1975. године.

## Награде
Добитник је следећих награда:
- Шестоаприлска награда Града Сарајева
- Двадесетседмојулске награде града Сарајева
- награда ЗАВНОБиХ-а (1982)